# Gymnopilus sphagnicola
Gymnopilus sphagnicola là một loài nấm trong họ Cortinariaceae. Nó mang tên hiện tại by American nhà nấm học Murrill năm 1917.